# Giovanni Battista Dal Prà
Giovan Battista Dal Prà (* 23. Oktober 1902 in Chiuppano, Provinz Vicenza; † 6. März 1990 in Terni) war ein italienischer Geistlicher und römisch-katholischer Bischof von Terni und Narni.

## Leben
Giovanni Battista Dal Prà empfing am 18. Juli 1926 das Sakrament der Priesterweihe.
Am 6. April 1948 ernannte ihn Papst Pius XII. zum Bischof von Terni und Narni. Der Bischof von Padua, Carlo Agostini, spendete ihm am 30. Mai desselben Jahres die Bischofsweihe; Mitkonsekratoren waren der Bischof von Como, Felice Bonomini, und der Bischof von Adria, Guido Maria Mazzocco. Giovanni Battista Dal Prà nahm an allen vier Sitzungsperioden des Zweiten Vatikanischen Konzils teil. Ab 1966 war er zudem Apostolischer Administrator des vakanten Bistums Amelia.
Papst Paul VI. nahm am 10. Februar 1973 das von Giovanni Battista Dal Prà vorgebrachte Rücktrittsgesuch an.